# Agosta
Agosta település Olaszországban, Lazio régióban, Róma megyében. Lakosainak száma 1707 fő (2023. január 1.). Agosta Canterano, Cervara di Roma, Marano Equo, Rocca Canterano és Subiaco községekkel határos.

## Népesség
A település népességének változása:
| Lakosok száma | 1758 | 1742 | 1707 |
|               | 2017 | 2018 | 2023 |